# Fleischerdenkmal (Neisse)

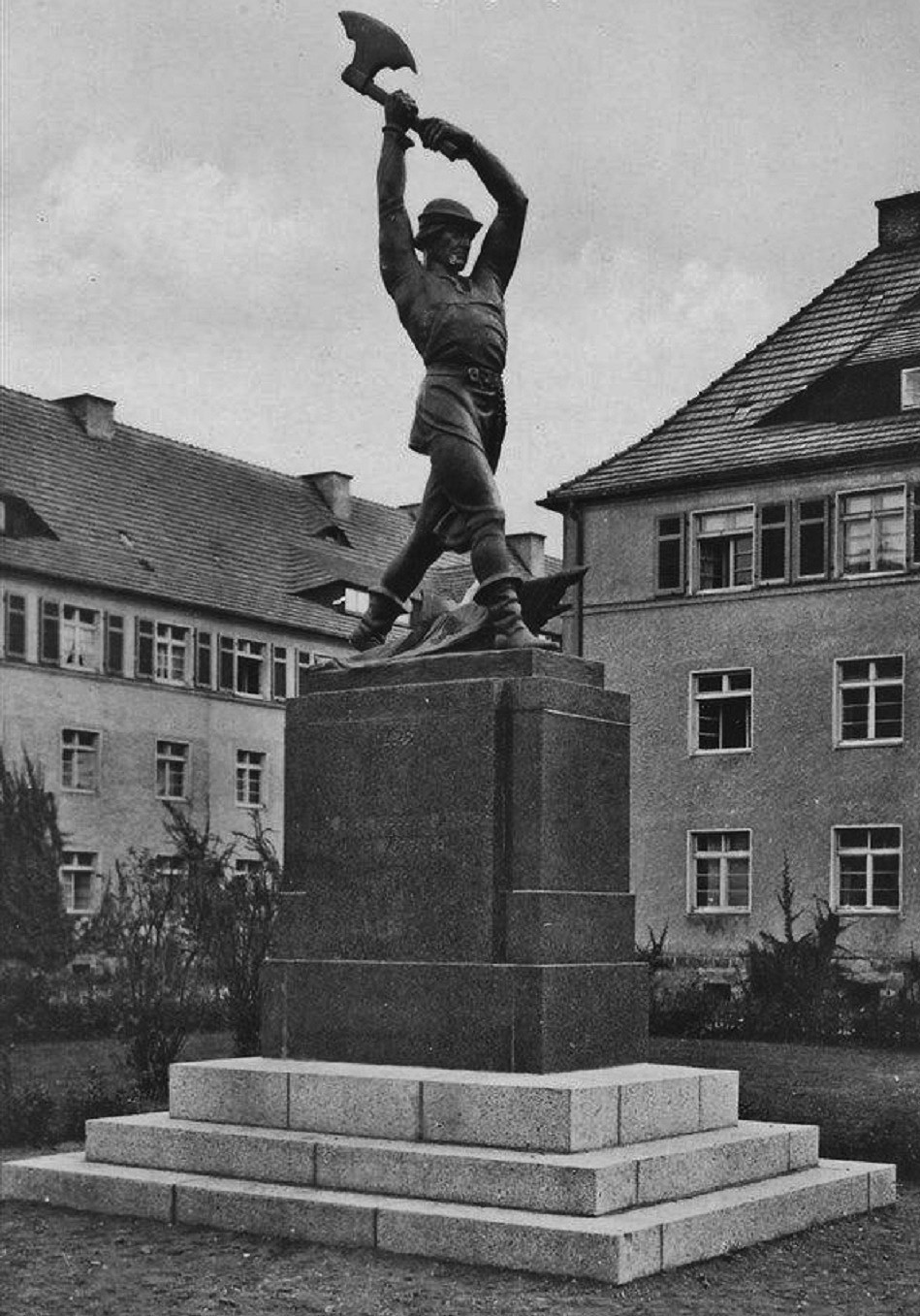
Fleischerdenkmal (um 1930)

Das Fleischerdenkmal (auch Hussitendenkmal genannt) in Neisse war ein Denkmal zur Erinnerung an die Hussitenvertreibung im Jahr 1428. Es befand sich auf dem damaligen Altstädter Platz. Es war eine Stiftung der Fleischerinnung der Stadt Neisse und der Gesellen-Bruderschaft, deshalb trug es den Namen Fleischerdenkmal.

## Geschichte und Beschreibung
Das Denkmal wurde am 3. Juni 1928 zum 500. Jahrestag des Ereignisses der Hussitenvertreibung mit einem anschließenden Festumzug unter der Teilnahme der örtlichen Fleischer in Handwerkertracht feierlich enthüllt. Zudem waren eine als Hussiten verkleidete Gruppe und andere historische Gruppen beim Umzug dabei.
Auf einem Postament stand die Skulptur eines Mannes mit einem Fleischerbeil in beiden Händen und einer Fleischerschürze. Dieser soll einen der Kämpfer von 1428 darstellen. 
Auf der Rückseite des Denkmals befand sich ein Relief im Postament. Entworfen wurde das Denkmal von dem deutschen Bildhauer Professor Ernst Seger (1868–1939) aus Berlin. Vor der Aufstellung des Denkmals stand an dieser Stelle einst ein Gedenkstein, der im Laufe der Zeit kaputtging.
Die Hussiten überfielen die Gegend um die befestigte Stadt Neisse 1428 und nahmen die Vorstadt (die Altstadt) ein, plünderten und steckten sie in Brand. 2000 Bewohner kamen um. Danach versuchten sie die Kernstadt (die Neustadt) einzunehmen. Bei der Verteidigung sollen die Neisser Fleischer, als Kroaten verkleidet, mit ihrer Hilfe zum Sieg der Stadt Neisse in der Schlacht gegen die Hussiten beigetragen haben. Dies soll sich auf der Mönchswiese zugetragen haben, wo später der Altstädter Platz und schließlich auch das Denkmal errichtet wurden.
Um 1945 wurde das Denkmal zerstört.